# Modesto Rangel
Gral. Modesto Rangel fue un militar mexicano que participó en la Revolución mexicana. Nació en San Francisco Zacualpan, hoy municipio de Emiliano Zapata, en el estado de Morelos. En abril de 1911 ingresó en las fuerzas maderistas de su municipio. Al romper el general Emiliano Zapata con Francisco I. Madero, se mantuvo fiel a la causa zapatista. En 1915 el gobierno de la Convención de Aguascalientes le encomendó la dirección del ingenio "El Puente". En 1916 operó en el sur del estado, en los alrededores de Jojutla. Murió en combate.  